# Hildegard Warnink
Hildegard Warnink (Duffel, 6 mei 1962) is een Belgisch jurist en docent kerkelijk recht.

## Levensloop
Hildegard Warnink promoveerde in theologie (1985), kerkelijk recht (1988) en filosofie (1992) aan de Katholieke Universiteit Leuven en aan het Studio Rotale in Rome (1994-1995). Ze was in 1986-87 en 1987-88 preses van de studentenvereniging Canonica.
Sinds 1990 is ze verbonden aan de Bijzondere Faculteit Kerkelijk Recht van de Katholieke Universiteit Leuven en sinds 2001 doceert ze er huwelijksrecht en basisconcepten van het kerkelijk recht. Ze is tevens rectoraal adviseur voor de externe contacten van de universiteit. Ze heeft kerkelijk recht gedoceerd:
- aan de Theologische Universiteit Amsterdam (1989-1992);
- aan Fontys Hogeschool Theologie Levensbeschouwing, Tilburg (2005-2006);
- aan de Radboud Universiteit Nijmegen (2005-2005 en 2006-2007).

Ze is gastdocent aan de Universiteit Stellenbosch. 
Sinds 1991 is ze rechter bij de kerkelijke rechtbank van het aartsbisdom Mechelen-Brussel en sinds 1997 van het bisdom Rotterdam. 
Ze is co-uitgever van het tijdschrift European Journal for Church and State Research.

## Publicaties
- (samen met Rik Torfs) De Leek in de kerk, Leuven, 1989.
- Ius propter homines, kerkelijk recht op mensenmaat, Leuven, Peeters, 1991.
- Rechtsbescherming in de Kerk, Leuven, Peeters, 1991.
- Kerkrechtelijke benadering van het huwelijk, in: Rondom Gezin, 1993.
- Trouwen en scheiden voor de Kerk, in: Kultuurleven: Tijdschrift voor Cultuur en Samenleving, 1995.
- De positie van de vrouw in de katholieke Kerk: grenzen en mogelijkheden in de praktijk, in: Tijdschrift voor Spiritualiteit, 2000.
- Marriage and Religious Freedom, in: Van de Beek A., van der Borght E., Vermeulen B. (Eds.), Freedom of Religion, Leiden/Boston, 2010.
- The Roman Catholic Church and Church Autonomy, in: Warnink H. (Eds.), Legal Position of Churches and Church Autonomy, Leuven, Peeters, 2010.
- Quid est veritas?, Leuven, Peeters, 2011.
- Marriage Law of the Church, V, intern rapport, 2012.
- Grondbegrippen van het kerkelijk recht, VII, intern rapport, 2013.
- Kerkelijk huwelijksrecht, IV, intern rapport, 2014.